# Saint-Martin-de-Boscherville
Saint-Martin-de-Boscherville é uma comuna francesa na região administrativa da Normandia, no departamento de Sena Marítimo. Estende-se por uma área de 12,93 km². Em 2010 a comuna tinha 1 559 habitantes (densidade: 120,6 hab./km²).